# شاكر (اسم)
شاكر هو اسم علم مذكر من أصل عربي، ومعناه هو الحامد.

## شخصيات تحمل الاسم
- شاكر البرقاوي (لاعب كرة قدم تونسي، 4 أبريل 1983[3] – )
- شاكر الزواغي (لاعب كرة قدم تونسي، 10 يناير 1985[4] – )
- شاكر الشجاع (لاعب كرة قدم سعودي، 2 أغسطس 1972 – )
- شاكر العبسي (1955 – 2008)
- شاكر الفحام (أستاذ جامعي وسياسي وتربوي سوري، 1921 – 28 يونيو 2008)
- شاكر بوعلاقي
- شاكر توفيق السكافي طبيب عراقي (1915-1980).
- شاكر حمزة (لاعب كرة قدم سنغافوري، 10 أكتوبر 1992 – )
- شاكر خزعل (كاتب كندي، 28 سبتمبر 1987 – )
- شاكر عامر (12 ديسمبر 1968 – )
- شاكر محمود (لاعب كرة قدم عراقي، 5 مايو 1960 – )
- (شاكر الغِزّي) (شاعر عراقي، 2 أكتوبر 1978).

## وصلات خارجية
- موسوعة السلطان قابوس لأسماء العرب نسخة محفوظة 5 أبريل 2019 على موقع واي باك مشين.